# Sparta in het seizoen 1964/65
Het seizoen 1964/1965 was het 11e jaar in het bestaan van de Rotterdamse betaaldvoetbalclub Sparta. De club kwam uit in de Eredivisie en eindigde daarin op de vijfde plaats. Tevens deed de club mee aan het toernooi om de KNVB Beker, hierin werd in de eerste ronde verloren van Limburgia (0–1).

## Wedstrijdstatistieken

### Eredivisie
|       | ADO   | Ajax  | DOS   | DWS   | Sportclub Enschede | Feijenoord | Fortuna '54 | Go Ahead | GVAV  | Heracles | MVV   | NAC   | PSV   | Sittardia | Telstar |
| ----- | ----- | ----- | ----- | ----- | ------------------ | ---------- | ----------- | -------- | ----- | -------- | ----- | ----- | ----- | --------- | ------- |
| Thuis | 1 – 0 | 0 – 0 | 1 – 1 | 2 – 2 | 3 – 0              | 0 – 3      | 1 – 0       | 0 – 0    | 0 – 1 | 0 – 2    | 5 – 1 | 1 – 0 | 2 – 2 | 1 – 0     | 1 – 1   |
| Uit   | 1 – 0 | 1 – 3 | 0 – 4 | 7 – 1 | 1 – 1              | 3 – 1      | 3 – 1       | 1 – 1    | 1 – 2 | 1 – 1    | 2 – 0 | 1 – 2 | 3 – 2 | 1 – 2     | 1 – 0   |

### KNVB Beker
| 1e ronde                               | Limburgia      | 1 – 0 (0 – 0) | Sparta |
| 4 oktober 1964 Plaats: Brunssum Venweg | Rik Aspers 75' |               |        |

## Statistieken Sparta 1964/1965

### Eindstand Sparta in de Nederlandse Eredivisie 1964 / 1965
| Stand | Gespeeld | Gewonnen | Gelijk | Verloren | Punten | Doelpunten voor | Doelpunten tegen |
| ----- | -------- | -------- | ------ | -------- | ------ | --------------- | ---------------- |
| 5e    | 30       | 11       | 9      | 10       | 31     | 39              | 40               |

### Topscorers
| #      | Naam           | Goal |
| ------ | -------------- | ---- |
| 1.     | Henk Bosveld   | 17   |
| 2.     | Jan Bouman     | 7    |
| 3.     | Piet van Miert | 6    |
| 4.     | Cor Adelaar    | 4    |
| 5.     | Frank Franken  | 3    |
| 6.     | Theo Laseroms  | 2    |
| Totaal | Totaal         | 39   |

| #      | Naam        | Goal |
| ------ | ----------- | ---- |
| –      | Geen speler | 0    |
| Totaal | Totaal      | 0    |

## Voetnoten
ADO ·
Ajax ·
DOS ·
DWS ·
Sportclub Enschede ·
Feijenoord ·
Fortuna '54 ·
Go Ahead ·
GVAV ·
Heracles ·
MVV ·
NAC ·
PSV ·
Sittardia ·
Sparta ·
Telstar